# Jean-Jacques de Mesmes
Jean-Jacques de Mesmes, conte d'Avaux (Parigi, 1640 – Parigi, 9 gennaio 1688), è stato un magistrato e politico francese, intendente di Soissons, président à mortier del Parlamento francese e membro dell'Académie française.
Discendente di una famiglia di Béarn, Mesmes fu conte di Avaux, visconte di Neufchâtel-sur-Aisne, Signore di Moissy-Cramayel, prévôt e maestro cerimoniere dell'Ordre des Chevaliers du Saint-Esprit dal 1671 al 1684.
Fu il secondo a occupare il seggio numero 4 dell'Académie française dal 1676. Suo figlio, Jean-Antoine de Mesmes, fu eletto a sua volta all'Académie nel 1710.

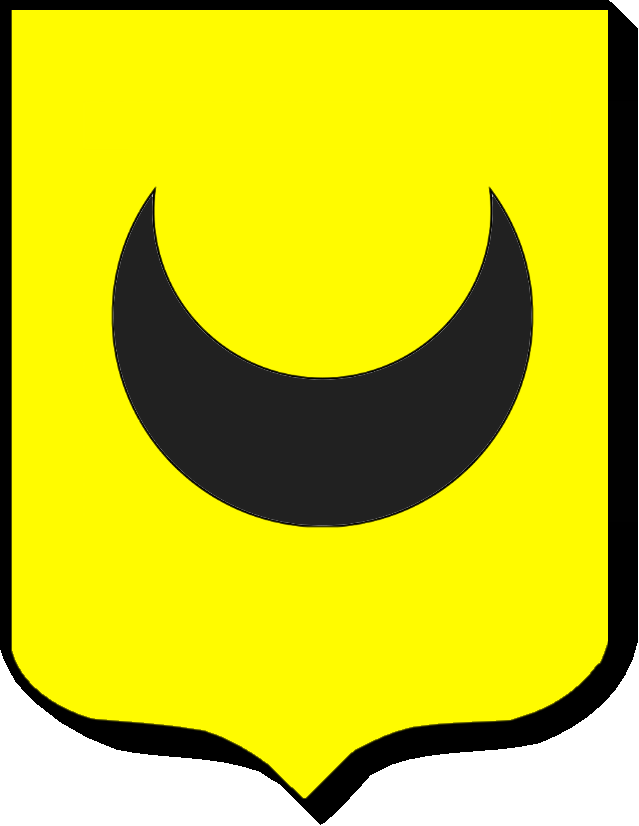
Blasone de Mesmes.